# おおかみこどもの雨と雪
『おおかみこどもの雨と雪』（おおかみこどものあめとゆき）は、スタジオ地図制作の日本のアニメーション映画。

## 概要
細田守監督による長編オリジナル作品第2作である。細田は本作で初めて自ら脚本も手がけた。物語は主人公である19歳の女子大学生と「おおかみおとこ」との出会いから、恋愛、結婚、出産、子育て、そして二人の間に生まれた"おおかみこども"の成長と自立までの13年間を描いた作品となっている。
本作で細田が選んだテーマは「親子」。「母と子」をテーマに、母子愛を描いた。以前からずっと「お母さんを理想的に、凛とした背筋の伸びた女性に描きたい」と考えていた細田は「理想のお母さん像」を作ることにこだわり、子供たちではなく母親を主人公として前2作に続いて生き生きとしたバイタリティ溢れる作品を描きたかったと語っている。
本作では、初の試みとして細田守自身が映画の原作小説の執筆に挑戦している。
『ヤングエース』にて2012年5月号より優による漫画版が、『コンプティーク』にて2012年6月号より美水かがみによるスピンオフ4コマ漫画がそれぞれ連載されている（2013年12月時点）。
本作中では漢字表記の「狼」は使用されず、ひらがな・カタカナ表記のみであるため、本記事でも同様に表記する。

## ストーリー
物語は、娘の雪が、母である花の半生を語る形で綴られる。
女子大学生の「花」は、教室で、ある男と出会い恋をする。彼は自分がニホンオオカミの末裔「おおかみおとこ」であることを告白するが、花はそれを受け入れ2人の子供を産んだ。産まれた娘の「雪」と息子の「雨」は人間でありながらも、おおかみに変身できる「おおかみこども」であった。しかし雨の生後間もなく、突然「おおかみおとこ」は亡くなってしまう。花は独力で「おおかみこども」としての育児に挑むが、まだ変身を自由にできず、周囲に迷惑をかけはじめたため、都会での育児を断念し、人里をはなれ、動物も多く、雨と雪が野性的になっても大丈夫という理由から田舎の古民家に移住する。
当初、蛇や猪をも恐れず活発な性格の雪に対し、弟の雨は内気で逃避的であったが、最初の冬を超えてから雨は変わり始める。雪が小学校に通い始めて友達が出来ると、自分が野獣的なことを意識して葛藤を感じ、人間の女の子として振る舞おうと決意する。一方で雨は小学校に馴染めず、学校を抜け出したり休みがちになり、山に魅かれるようになっていく。花は自給自足を目指して田畑に勤しみ、次第に村の人々と打ち解けて、学芸員として仕事も始めるようになった。
ある日、雪のクラスに草平という転校生がやってくる。雪は草平にいきなり「獣臭い」と言われて動揺し、正体の発覚を恐れて彼を避けるが、どうして自分が避けられるのか理解できない草平に執拗に追いかけられて、パニックでおおかみの姿のまま彼の耳を傷つけてしまう。負傷した草平は、雪が自分の母親やクラスメイトに責められるのを見て、おおかみがやったことだと取り繕った。しかし、その件で落ち込み学校を欠席する雪を草平は見舞い、それをきっかけに距離の近い関係となる。その頃、雨は山を統治する一匹の狐を「先生」と呼んで、彼から山で生きる術を学び始める。
ある夜、自分は人間ではなくおおかみであるという雨と、人間だからもうおおかみにならないと言い放った雪は、お互いの生き方を否定しあい大喧嘩をしてしまう。
ある大雨の日、雨は「先生」がもうすぐ死ぬことを受けて、おおかみとして先生の後を継ぎ、山を守っていくことを決意する。台風の中で山に入っていった雨を花は連れ戻そうと追いかけるのだった。
ちょうどその頃、親が迎えに来なかった雪と草平は学校で二人きりで夜を過ごしていた。教室で将来の夢を語る草平に、雪は自分が「おおかみこども」で、草平に怪我をさせたのは自分だったことを告白し、おおかみの姿に変身してみせる。草平は驚く様子も見せず、雪が「おおかみこども」であることを本当は知っていたことを打ち明け、今までも、これからも誰にも言わないことを約束する。
一方、花は雨の捜索の中で滑落してしまう。明け方、雨に運ばれ山の駐車場で意識を取り戻した花は、山へ戻ろうとするおおかみ姿の雨を呼び止めるも、雨は山奥に消える。花はその場で泣き崩れるが、山の崖から雨の上げる大きく力強い雄叫びに心をうたれ、不安を払拭し、雨に向けて「しっかり生きて」と励ます。
雪と雨は結局、最後まで和解が出来なかったが、花はそれでも二人が成長したと誇らしげに思った。中学校にあがった雪は花の勧めで寮生活を選択し、草平や友人達と共に、人間として過ごし、雨はおおかみとして山を支配していく。

## 登場人物
花（はな）
声 - 宮崎あおい
本作の主人公。苗字は不明。父子家庭に育つが、高校生の時に父親を亡くし天涯孤独の身となる。
花という名前は父親が家の裏庭に咲いたコスモスをみたことで「花のように笑顔を絶やさない子に育って欲しい」という願いをこめてつけられた名前であり、そのことを聞いてからは辛いときでも笑っていようという信念を持ち続けている。
東京のはずれにある国立大学の社会学部社会学科に奨学金を用いて進学。
アルバイトで生活費を工面する日々を送っていたが、ある日大学内で出会った「彼」（おおかみおとこ）に一目惚れし、彼の正体を知った後もその想いは変わらず、同棲して後に2人の「おおかみこども」である雪と雨を産む。「彼」の死後、シングルマザーとなり、田舎へ引っ越し、2人の子供を育てる決意をする。「彼」の死後も暫くは雪と雨を育てながら大学に籍を置いていたが、子育てに苦慮して休学する。
最終的に学校を中退して、田舎で「おおかみこども」を孤軍奮闘しながら育て、静かに暮らすつもりだったが周りと仲良くなり、農業についても教えてもらい、雨と雪を育てる。学校へ行かなくなってしまった雨を気にかけるが、雨はおおかみとして生きることを選択し、雪は人間として生きることを選択したため、雪と雨の仲を修復しようとする。
後に大雨の日に雪を迎えに行く直前の停電の中、山に向かう雨を止めようと山に入っていくが、熊に遭遇し、疲れと恐怖で動けなくなる。そしてボロボロになりつつ雨を探し続けるが、小さな沢で足を滑らせ、数百メートル滑落し、気を失ってしまうも、雨に助けられる。翌日の明け方に目を覚まし、山へ戻ろうとする雨を引き留めようとするが、振り切って山の上のほうへ行ってしまう雨を見ながら泣き崩れる。しかし、雨の猛々しい雄叫びを聞き、雨の強さを身にしみて感じながら微笑む。
雪は学校を卒業したあと、寮に入り、花は一人になった家でのんびりと日々を過ごしている。
彼（おおかみおとこ）
声 - 大沢たかお
雨と雪の父親。作中では「彼」と呼ばれ、雨と雪が生まれるまでは最後の「おおかみおとこ」であった。本名は不明（運転免許証には氏名が載っているが、ほぼ書き潰しになっているため、名前の判読は不可能。ただし、苗字は「伊賀」である模様）。運転免許証記載の生年月日は昭和54年2月12日。
独身時代の居住自治体は国分寺市。好物は花に教えてもらった焼き鳥。穏やかな性格だが、雪を妊娠した悪阻で体調の優れない花の滋養強壮のために自ら雉を狩ってくる等、野性味溢れる一面も見せる。
幼い頃に両親をなくし、子供のころから養子として育ったが、大きくなったころに上京して、街で運送ドライバーとして働く一方、花の通っていた大学に忍び込んで勉強していた。実は、人間と狼の交雑によって生き延びてきたニホンオオカミの末裔で、人間の姿にもおおかみの姿にもなれる半獣人。当初は突き放した様な態度こそ取っていたが、花とは互いに惹かれあい、花との間に2人の子供を授かるが、雨が生まれて間もないある雨の日に死亡する。遺体は近所の川でおおかみの姿で見つかり、そのままゴミ収集車で処理されてしまった。
雪（ゆき）
声 - 黒木華（少女期）、大野百花（幼年期）
「おおかみこども」で、雨の姉。本作品の語り部。花が長髪になったような容貌をしている。
名前は、雪の日に生まれたことから名付けられた。
幼少のころはお転婆で活発な性格で、野性動物を追い掛け廻す等、雨よりも雪の方が野性的だった。
しかし、小学校生活の中で自分のような野性味溢れるおおかみの嗜好の女子がいないことに気付き、淑やかに振る舞うようになる。小学校での生活を通じ、草平を傷付けてしまった事もあり、おおかみではなく完全に人間として生きることを選ぶが、それが原因で雨とは険悪になってしまう。
小学校卒業後、中学の寮に入る。その他、写真には小学校の時の友達と映る写真やバドミントンを行う写真、なんらかの署名や募金活動のようなことをしている写真があり、中学校でも活躍している模様。
雨（あめ）
声 - 西井幸人（少年期）、加部亜門（幼年期）
「おおかみこども」で、雪の弟。
名前は、雨の日に生まれたことから名付けられた。
幼少の頃はひ弱で内向的な性格で、雪よりも雨の方が人間的だった。しかし、ある雪の日に、獲物への恐怖心が無くなったことを境におおかみの本能に目覚めていく。
『新川自然観察の森』で初めてシンリンオオカミを見た事から、学校を理事長の天童曰く「ずる」してそこに通う等、山の生態系に興味を持ち、雨達が住む山一帯を治めるアカギツネを「先生」として慕う。
自分とは正反対に、人としての誇りを持つようになり、人間として生きたい雪と対立し、おおかみの姿で喧嘩に発展、雪が全く歯が立たない程の野性味を見せる。
足を悪くした「先生」が死ぬかもしれないと、大雨が来るのを気にかけ、大雨の日に「先生」がしていた生態系の保全の役割を引き継ぐため、10歳の夏に一人、山へと入って行き、おおかみとして生き始める。
藤井 草平（ふじい そうへい）
声 - 平岡拓真
転校生の少年で、雪が人間として生きる決め手を作った人物。雪からは「草ちゃん」と呼ばれている。
雪を獣臭いと言ったことから、正体の発覚を恐れた雪に避けられるようになる。その理由を雪に詰問した際に、動揺しておおかみになった雪に右耳を傷つけられる。雪がおおかみであることに気付いたが他の人間には伝えず、怪我は「おおかみがやった」と説明して雪を庇った。後に、勇気を振り絞った雪から自分がおおかみだと打ち明けられるが、「最初から気付いてた」と、答え、「雪の秘密は誰にも言ってないし、誰にも言わないから、もう泣くな」と同時に彼女を勇気付けている。
母子家庭で育ったが、母の結婚・妊娠によって、疎外感を感じている様子。格闘に興味があるようで、もしも一人で生きていくことになったら「ボクサーかレスラーにでもなって、一匹狼で生きていく」と話していた。
クレジット等では単に「草平」となっているが、作中ではフルネームで「ふじいそうへい」と呼ばれるシーンがあり、細田自身が執筆した原作小説でも「藤井草平」と表記されている。
韮崎（にらさき、「韮崎のおじいちゃん」とも）
声 - 菅原文太
90歳。花の近所に住む農家の老人。強面でぶっきら棒だが、優しく、花に農業の助言をしてくれる。
本人の前では決してそぶりを見せないが、家ではいつも花のことをとても気にかけているそうで、家族からは「惚れている」と言われるほど。
日産自動車のサニートラックロングボディに乗っている。
高齢ではあるが、雪が中学1年生の段階でもまだ健在であることが明かされる。
韮崎のおばさん
声 - 片岡富枝
韮崎の娘。強面な父とは違い、明るく人懐っこい。何かと花の世話をしてくれる。
韮崎の旦那さん
声 - 小林隆
韮崎の婿養子。
細川（ほそかわ）
声 - 中村正
近所に住む農家の主人。花に農業のコツを教えてくれる、気の良い老人である。
山岡（やまおか）
声 - 大木民夫
近所の農家の主人。細川と一緒に、花をいろいろと助けてくれる。
細川とは野菜の栽培の仕方で意見の相違はあるが、実はとても仲が良い。
天童（てんどう）
声 - 井上肇
『新川自然観察の森』の理事長で、就職した花の上司。
学校に馴染めず休みがちな雨を気に掛けてくれる。
田辺（たなべ）
声 - 染谷将太
雪の小学校の担任教師。
草平の母
声 - 林原めぐみ
女手ひとつで草平を育てた母。草平のクラスメイトからも美人と評される。
草平が怪我をさせられたとして、雪に対して激怒した事もある様に、草平を当初は溺愛していた。作中で再婚・草平の異父弟を妊娠した事で、草平によると、「新しい子供が生まれてくれば、もう要らない」と冷たく突き放したという。
土肥（どい）
声 - 谷村美月
花の近所に暮らす主婦。仕事と育児を両立させている。花に育児の助言をする。
遠くへ出勤する足で保育園に子供を預けている。
堀田（ほりた）
声 - 麻生久美子
花の近所に暮らす主婦。
当初は花を「近所付き合いをしない人」と思っていたが、誤解が解けてからは親しくなる。
信乃（しの）
声 - 小林里乃
雪と同じ小学校に通う親友の一人。
草平を傷つけてしまった雪が他のクラスメイトに責められている時に、「わざとやった訳じゃない」と彼女を庇った。
そのまま同じ中学校に進学している。
文子（ぶんこ）
声 - 荒川ちか
荘子（そうこ）
声 - 春名風花
毛野（けの）
声 - 上白石萌音
以上3名は雪と信乃の親友。信乃と共に責め立てるクラスメイトから雪を庇った。
仁（まさし）
声 - 金子隼也
忠与（ただとも）
声 - 松岡天星
礼儀（まさのり）
声 - 佐藤瑠生亮
信道（のぶみち）
声 - 不明
以上4名は雪のクラスメイトで後の草平の親友。
彼が転校してきた当初は草平を傷つけた雪を快く思っていなかったが、中学に入る頃には打ち解け合っている。
ラジオ・アナウンサー
声 - 桝太一（日本テレビアナウンサー）
台風の接近を知らせた。

## スタッフ
- 原作・監督 - 細田守[10]
- 脚本 - 細田守[10]、奥寺佐渡子[10]
- キャラクターデザイン - 貞本義行[10]
- 作画監督 - 山下高明[10]
- 美術監督 - 大野広司[10]
- 音楽 - 高木正勝[10]
- 製作指揮 - 城朋子
- 製作 - 藤本鈴子、斎藤佑佳、岡田浩行、井上伸一郎、平井文宏、阿佐美弘恭、弘中謙、市川南、高田佳夫、植木英則
- エグゼクティブプロデューサー - 奥田誠治
- Co.エグゼクティブプロデューサー - 高橋望
- プロデューサー - 齋藤優一郎 / 伊藤卓哉、渡邊隆史
- アソシエイトプロデューサー - 川村元気、村上泉
- 色彩設計 - 三笠修[10]
- CGディレクター - 堀部亮[10]
- 美術設定 - 上條安里[10]
- 衣装 - 伊賀大介[11]
- 劇中画 - 森本千絵[10]
- 編集 - 西山茂
- 録音 - 小原吉男
- 音響効果 - 今野康之（スワラ・プロ）
- 音楽プロデューサー - 北原京子
- キャスティングディレクター - 増田悟司
- 助監督 - タムラコータロー
- 製作幹事 - 日本テレビ放送網
- 製作 - 「おおかみこどもの雨と雪」製作委員会（日本テレビ放送網、スタジオ地図、マッドハウス、角川書店、バップ、D.N.ドリームパートナーズ、読売テレビ放送、東宝、電通、デジタル・フロンティア / STV・MMT・SDT・CTV・HTV・FBS）
- 企画・制作 - スタジオ地図
- プロダクション協力 - マッドハウス
- 配給 - 東宝

### 主題歌
「おかあさんの唄」
作詞 - 細田守 / 作曲 - 高木正勝 / 唄 - アン・サリー

## Blu-ray / DVD
発売・販売元はバップ。
- おおかみこどもの雨と雪（2枚組、2013年2月20日発売）
  - ディスク1：本編ディスク
    - 音声特典
      - オーディオコメンタリー（宮﨑あおい×大沢たかお×黒木華×西井幸人×大野百花×加部亜門×監督：細田守）

  - ディスク2：特典ディスク（Blu-ray版はBlu-ray、DVD版はDVDで収録）
    - イベント映像集
      - ジャパンプレミア
      - ワールドプレミア in パリ
      - 主題歌披露&舞台挨拶
      - 初日舞台挨拶
      - 「花の日」大ヒット御礼舞台挨拶

    - 劇場公開時コラボ番組
      - いよいよ公開! 「おおかみこどもの雨と雪」カウントダウン（1日目〜3日目）
      - NEWS ZERO特別版 宮﨑あおい パリ〜北アルプスへ おおかみこどもを巡る旅
      - おおかみこどもの雨と雪×ZIP! 夏休みコラボスペシャル（かわいい名演技! 天才子役 / 美しい風景 モデルとなった町へ）
      - ZIP! コラボコンテンツ素材集（Part1〜5）

    - 各種プロモーション映像集
      - 細田守監督編集プロモーション映像（花Ver. / 雨と雪Ver.）
      - 2012 アヌシー国際アニメーション映画祭特別プロモ上映用映像
      - 特報・劇場予告編集
      - TVスポット集

  - 封入特典
    - ブックレット（パンフレット縮刷版）

  - 初回限定特典
    - フィルムブックマーカー（5コマ）

  - 特製アウターケース付きデジパック仕様
- おおかみこどもの雨と雪 Blu-ray+DVD ファミリーパッケージ版（2枚組、2013年2月20日発売）
  - ディスク1：本編Blu-ray（本編のみを収録）
  - ディスク2：本編DVD（本編のみを収録）
  - 封入特典
    - ブックレット

  - 初回限定特典
    - フィルムブックマーカー（5コマ）

  - 特製スリーブケース付きクリアーブルーレイケース仕様
- おおかみこどもの雨と雪 期間限定スペシャルプライス版（DVD2枚組、2015年7月1日〜2015年12月31日まで）
  - ディスク1：本編DVD
  - ディスク2：特典DVD
    - 『バケモノの子』トレーラー映像

## 制作
制作はそれまでのマッドハウスに代わり、本作から前年に細田守がこの作品のために設立したアニメーション映画制作会社のスタジオ地図が行なうようになった。
キャラクターデザインの貞本義行など、『時をかける少女』『サマーウォーズ』と細田作品に関わってきたスタッフが製作を手がけている。脚本は『時をかける少女』から前作『サマーウォーズ』まで担当してきた奥寺佐渡子が引き続き書いているが、本作では奥寺と細田守の共同執筆となった。
作中の衣装はスタイリストの伊賀大介が手掛けている。

## 公開
全国381スクリーンで公開され、公開初日と翌日の2日間で興行収入3億6514万9000円、観客動員数27万6326人を記録、映画観客動員ランキング（興行通信社調べ）で初登場第2位となった。また、公開後30日間で観客動員数240万人、公開後59日間で興行収入40億円を達成した。さらに同年11月末までには観客動員数341万人を突破、興行収入は最終的に年内で累計42.2億円。
日本での公開に続き2012年8月29日にはフランスでも公開された。公開に先駆けて6月25日（現地時間）には、パリでワールドプレミアが行われ、「細田守アートワーク展」も開催された。フランスでは「ディズニーやピクサー作品とは一線を画すアニメーション映画だ」とも評価されており、フランスで公開される日本映画としては北野武の『アウトレイジ ビヨンド』や、『おくりびと』と並ぶ公開規模であり、世界34の国と地域での公開も決定。最終的には90を超える国と地域で配給された。

## 海外映画祭
ロサンゼルスで開催されている「LA EigaFest 2012」にて招待作品として上映されている。

## テレビ放映

### テレビ放送の視聴率
- 全て日テレ系「金曜ロードショー」にて放送。いずれも25分拡大・本編ノーカットである。

| 回数 | 放送日時       | 視聴率 | 備考                         |
| ---- | -------------- | ------ | ---------------------------- |
| 1    | 2013年12月20日 | 15.4%  |                              |
| 2    | 2015年07月10日 | 13.6%  | 『バケモノの子』公開記念     |
| 3    | 2017年03月24日 | 11.3%  |                              |
| 4    | 2021年07月02日 | 9.4%   | 『竜とそばかすの姫』公開記念 |

2013年12月20日に地上波初放送。放送枠を25分拡大し、本編ノーカットで放送された。副音声では解説放送も行われた。また、細田直筆のキャラクターイラスト入りサイン色紙などのプレゼント企画も実施された。視聴率は関東地区で15.4%を記録した（ビデオリサーチ調べ）。
2015年7月10日には『バケモノの子』公開記念3週連続スペシャルの第2弾として放送された。前回と同様に25分拡大して放送した。視聴率は関東地区で13.6%を記録した（ビデオリサーチ調べ）。
2017年3月24日に3度目の放送。前々回と同様に25分拡大した。視聴率は関東地区で11.3%を記録した（ビデオリサーチ調べ）。
2021年7月2日に『竜とそばかすの姫』公開記念の第1弾として4度目の放送となる。
BS放送では2015年8月2日にWOWOWプライムにて初放映、同年9月13日にBS日テレで無料局初放送。

## 作風

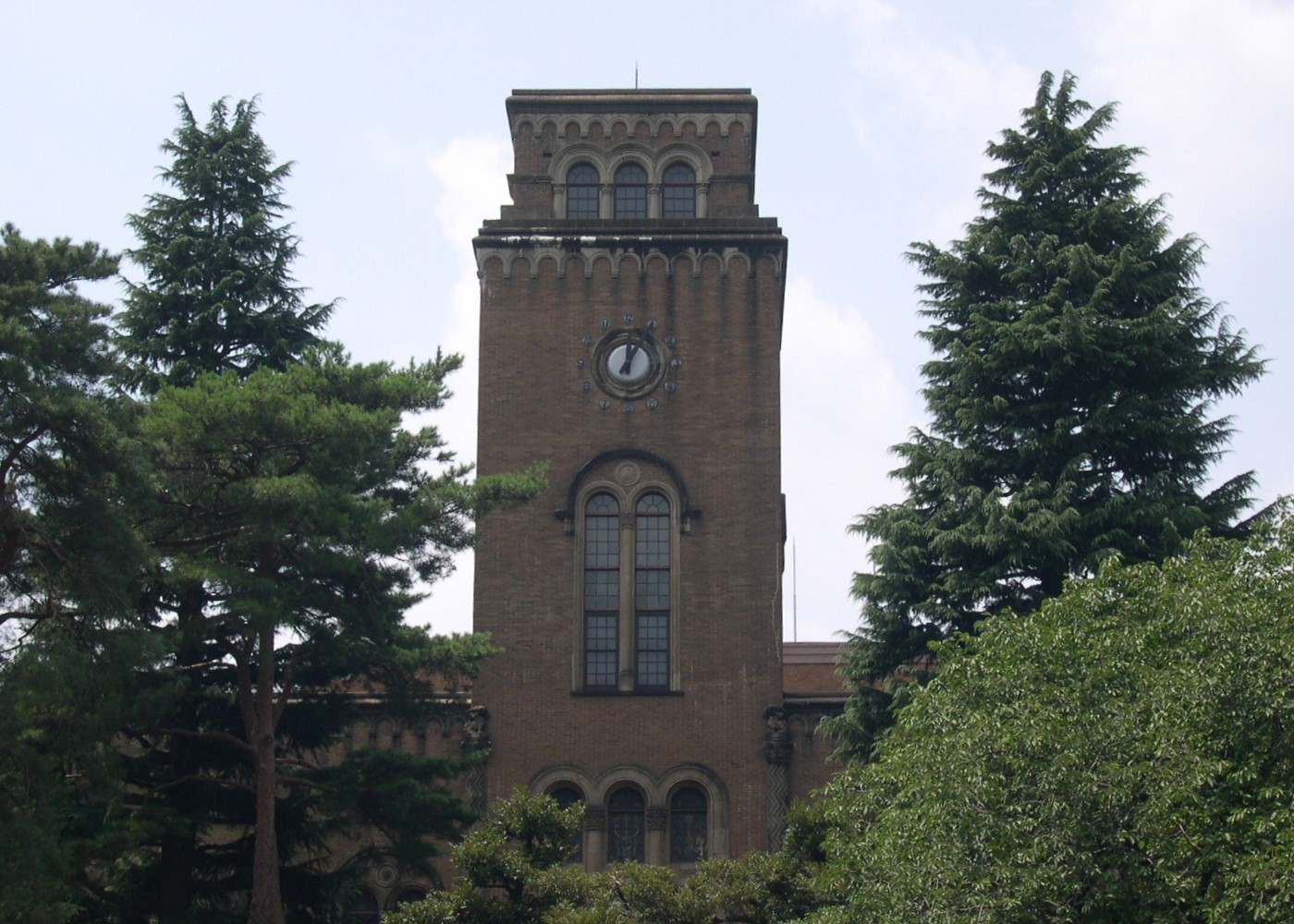
花とおおかみおとこが出会った大学のモデルとなった一橋大学附属図書館

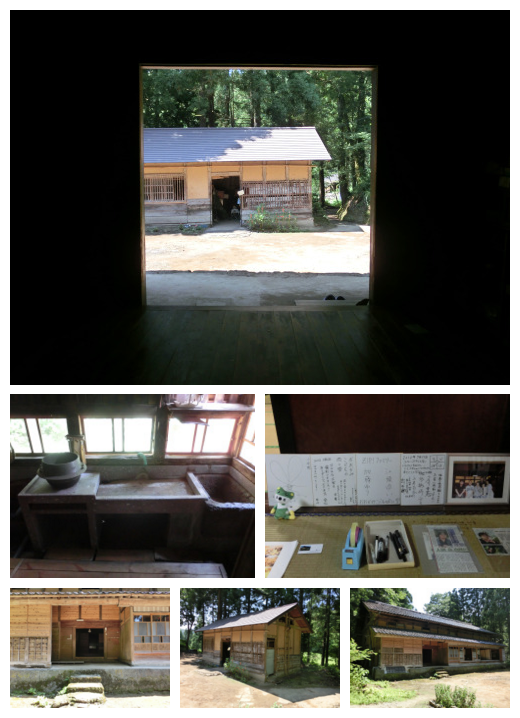
モデルとなった家（富山県上市町にあり、基本的に日中は見学可能）

細田が本作について、取り組みの動機のひとつが自分の周囲の人間が子育てを始めたことであり、「親になった彼らが輝いて見えた」からであるとのべている。
2013年の2月の「アニメ！アニメ！」のインタビューでは、細田は、子育てものであるにもかかわらず、「おおかみこども」という設定にした理由について、「子供が育っていったり子供を育てることは世間一般に当たり前のことと思われている。しかし当人たちにとっては全然当たり前ではない。その感覚を観客が共有するためには、誰もしていない経験（おおかみおとこの子どもを育てること）をみんなで共有すればいいと考えたからだ」と述べている。
『ファミ通.com』のインタビューでは、細田は「人が子供をつくるのは、当たり前のことと簡単に思ってきた。しかし結婚してからは、都会で子供を育てるのは公的な支援など環境面で苦労があり、だからと言って田舎暮らしで楽ということもなく同世代がいないという苦労があることに気づかされるようになった。そのがんばりを映画にしたかったのだ」と述べている。（ヒトの）子育ては全くの孤立無援では成り立たず、今回オオカミという素材を選んだ理由は、「オオカミはとても家族的であって、リーダーがいて群れを統率し、全体のことを考えながら生きている律儀な動物だから」と答えている。
『週プレNEWS』のインタビューでは、裏テーマとして「エロス」を掲げ、「主人公の花が子供を授かったのは、“そういうコト”があったからでしょう」「エロスという視点でもう一度、映画を観てください」とし、人間とオオカミの中間がマイノリティの比喩という意見に対しては「僕はマイノリティを描いたつもりはないですね。だいたい、マイノリティ、マジョリティっていう区別をする人自体が僕は信用ならない」と否定している。

## ロケーション
物語序盤の舞台である「東京のはずれにある国立大学」は、東京都国立市の一橋大学がモデルとなっている。
また、移住先の田舎は富山県の里山をモデルとしている。本作の背景には細田の出身地である富山県中新川郡上市町と隣の立山町の景観が描かれており、上市町の伊藤尚志町長からも「町をモデルにした映画を」と、監督に打診があったことが明かされている。花の家のモデルとなった古民家は築130年で、上市町に居住していた山崎正男の親族の所有する個人宅である。映画が公開される5年前の2007年に前の所有者であった山崎正男が亡くなり、以降は登山客やハイキング客向けの休憩所として開放されていた。一時は取り壊しが検討されていたが、2010年に偶然訪れた細田が気に入り、花の住む家のモデルとして採用され、その後に映画が大ヒットしたことから、公開後の2012年に持ち主（山崎正男の親族）と有志（NPO法人「おおかみこどもの花の家」）により公開されている。2022年7月9日には10万人目の来場者が訪れ、記念行事が行われた。2024年7月19日には、住宅と土蔵について、文化審議会が登録有形文化財（建造物）にするよう盛山正仁文部科学大臣に答申している。
雨と雪が通った小学校は滑川市立田中小学校がモデルとなっている（現在は北側校舎部分と体育館のみ現存）。作中に出てくるタレを後付する焼き鳥は、監督の妻の実家がある長野県上田市の郷土料理、おいだれ焼き鳥である。
作品の公開終了後も上市町は「おおかみこどもの雨と雪の町」のPRした町づくりを継続しており、「おおかみこどもプロジェクト」と名付けられた地方創生総合戦略を実施している。
立山周辺が作品の舞台であるとして、2025年4月に運行を開始した立山トンネル電気バスの車両3台には車体に本作品のイラストが描かれており、運行する立山黒部貫光では電気バスが発着する室堂ターミナルでのパネル展やコラボグッズ（Tシャツ）の販売を同年6月に実施する。

## 評価
2012年10月5日放送のラジオ番組『鈴木敏夫のジブリ汗まみれ』において、細田と親交のある鈴木敏夫は、「この手の作品（家族の交流もの）はかつての日本映画が得意としたジャンルであったのだけれども、男はつらいよシリーズが終わってから、絶えて久しかったという情況があり、当作品について久しぶりである」とコメントしている。また対談の中で「サマーウォーズ完成の後に監督が母を失くしていること、細田が孝行息子ではなかったことから考えても、この作品がなくした母への贖罪の意味があったのだろう」と言及されている。また鈴木は、「幼少期にさんざん手をかけさせておいて、成長したら親孝行もなしで、山に入っていってしまった『雨』は細田本人がモデルに違いない」と述べている。
アニメーション監督の富野由悠季は、『「おおかみこどもの雨と雪」の衝撃』と題したコメントの中で本作について「絶賛」している。変身ものや恋愛ものといった従来の作品ジャンルを超えた作品であるとし、その描写について冷静・リアルだと指摘、「新しい時代を作った」「本作の前では、もはや過去の映画などは、ただ時代にあわせた手法をなぞっているだけのものに見えてしまうだろう」と述べている。
映画評論家の吉田広明は、細田のこれまでの作品、『おジャ魔女どれみドッカ〜ン!』第40話『どれみと魔女をやめた魔女』や、『ONE PIECE THE MOVIE オマツリ男爵と秘密の島』、『時をかける少女』、『サマーウォーズ』について、いずれも主人公たちの選択を焦点に描いてきたと述べたうえで、本作では子供らの選択よりも、むしろ母親である花がそのいずれをも受容し祝福するという「大いなる肯定」を表現しているとし、「ほぼ同世代の映画作家が人間として一回り大きくなったのを目撃したのはこれが初めてのように思う。」と結んでいる。
主人公の花の母親としての描かれ方には「理想の母親」とする視点もあるが、ライターの青柳美帆子は本作を分析して花が理想の母親像のロールモデルを持たずに孤独に育ち、母としてのふるまいを必死に「勉強」している人間であるといい、それは理想の家族像に外側からの視点で憧れを抱く細田自身の姿に重なると述べた。またライターの西森路代は、水無田気流の著書『シングルマザーの貧困』の書評で本作を取りあげ、子育ての困難にぶつかっても公的な制度を利用したりそのために充分な金銭を得ようとすることもなく、図書館の本を読んで自分で解決する花の、美化された母としての姿に疑問を抱く声が公開時にあったことを指摘し、（2014年頃の）現実のシングルマザーの現状とはかけ離れた、宗教意識の希薄な日本における「信仰」の対象の如き「母性」の理想像として紹介している。

## 受賞歴
- 第45回シッチェス・カタロニア国際映画祭アニメーション部門(Gertie Award)最優秀長編作品賞[43]
- 第34回ヨコハマ映画祭審査員特別賞 「おおかみこどもの雨と雪」細田守監督とその制作チーム[44]
- 第16回文化庁メディア芸術祭アニメーション部門優秀賞[45][46]
- iTunes Store「Best of 2012」サントラ部門 ベストアルバム
- 第30回ゴールデングロス賞優秀銀賞[47]
- 第3回ロケーションジャパン大賞 グランプリ[48]
- 第67回毎日映画コンクールアニメーション映画賞[49]
- 第36回日本アカデミー賞最優秀アニメーション作品賞[50][51]
- ワーナー・マイカル映画館大賞2012 ベスト10 邦画部門第１位[52]
- 第17回日本インターネット映画大賞日本映画部門 アニメ賞 監督賞[53]
- 東京アニメアワード2013「アニメーションオブザイヤー」「監督賞」「脚本賞」「美術賞」「キャラクターデザイン賞」「国内劇場部門 優秀作品賞」[54][55]
- デジタル・コンテンツ・オブ・ジ・イヤー'12/第18回AMDアワード 総務大臣賞(大賞)[56][57]
- 第4回日本シアタースタッフ映画祭 グランシャリオ賞（邦画部門1位）監督賞[58]
- 第16回ニューヨーク国際児童映画祭長編観客賞[59]
- 第22回日本映画批評家大賞アニメーション作品賞[60]
- 第29回イマジン・フィルム・フェスティバル（アムステルダム）グランプリ(Black Tulip 2013)
- 第22回日本映画プロフェッショナル大賞ベストテン 第10位[61]

## 小説「おおかみこどもの雨と雪」
2012年に細田守自身による原作小説が発表されている。アナザーストーリーではなく、映画の物語が忠実に描かれている。

## 漫画版「おおかみこどもの雨と雪」
2012年、「月刊少年エース5月号」（KADOKAWA）にて優によるコミカライズ作品の連載がスタート。単行本は角川コミック・エースより全3巻で発行された。